# میتسوبیشی تانابه فارما
میتسوبیشی تانابه فارما (انگلیسی: Mitsubishi Tanabe Pharma) شرکت داروسازی ژاپنی است، که در سال ۲۰۰۷ توسط شرکت میتسوبیشی کمیکال تأسیس شد.